# London League
The London League var en engelsk fotbollsliga som täckte London och sydöstra England mellan 1896 och 1964.
Arnold Hills som bildade Thames Ironworks FC (numera känt under namnet West Ham United FC) var president i ligan 1896. Francis Payne som var sekreterare i Thames Ironworks FC 1897 var en av de som hjälpte till att skapa ligans regler. När den startade så hade den tre divisioner och 3rd Grenadier Guards vann det första mästerskapet.
Ligan kom att ha mellan en och fyra divisioner under åren. Innan Första Världskriget spelade reservlagen till flera av Londons  Football League klubbar i ligan.
1964 upphörde London League då man gick ihop med the Aetolian League och bildade Greater London League som 1971 gick ihop med Metropolitan League.

## Mästare
Den här listan är inte komplett, hjälp gärna till med att utöka den.

### London League Division One
- 1896-1897 - 3rd Grenadier Guards
- 1897-1898 - Thames Ironworks

### London League Division Two
- 1896-1897 - Bromley
- 1897-1898 - Barnet

### London League Premier Division
- 1902-1903 -  Tottenham Hotspur
- 1903-1904 -  Millwall

### London League Division One A
- 1909-1910 - Barking

1924, lades Division Two ned
| År      | Premier Division          | Division One              |
| ------- | ------------------------- | ------------------------- |
| 1924-25 | Leyton                    | Bromley reserves          |
| 1925-26 | Leyton                    | Bromley reserves          |
| 1926-27 | Grays Athletic            | Callender Athletic        |
| 1927-28 | Epsom Town                | Beckenham                 |
| 1928-29 | Mitcham Wanderers         | Holland Athletic          |
| 1929-30 | Grays Athletic            | Park Royal                |
| 1930-31 | Chelmsford                | Park Royal                |
| 1931-32 | Park Royal                | Chelmsford reserves       |
| 1932-33 | Park Royal                | Leavesden Mental Hospital |
| 1933-34 | Park Royal                | Eton Manor                |
| 1934-35 | Park Royal                | Northmet                  |
| 1935-36 | Leavesden Mental Hospital | Ford Sports               |
| 1936-37 | Finchley                  | Briggs Motor Bodies       |
| 1937-38 | Eton Manor                | Northmet                  |
| 1938-39 | Dagenham Town             | Briggs Motor Bodies       |

När Andra Världskriget bröt ut 1939 avbröts ligaspelet. När kriget var slut spelade 19 klubbar i London League. Man spelade en Western division, vinnarna av divisionerna möttes i en avgörande match om ligatiteln. Eastern Divisions mästare Woolwich Polytechnic vann över Easterns mästare Edgware Town med 2-1. 
| År      | Eastern Division | Western Division     |
| ------- | ---------------- | -------------------- |
| 1945-46 | Edgware Town     | Woolwich Polytechnic |

1946 organiserar man om och skapar en Premier Division och en Division One.
| År      | Premier Division         | Division One            |
| ------- | ------------------------ | ----------------------- |
| 1946-47 | Chelmsford City reserves | Dagenham British Legion |

1947 är det dags för en Division Two på grund av alla klubbar som vill gå med.
| År      | Premier Division         | Division One     | Division Two           |
| ------- | ------------------------ | ---------------- | ---------------------- |
| 1947-48 | Chelmsford City reserves | Cheshunt         | West Thurrock Athletic |
| 1948-49 | Guildford City reserves  | Cheshunt         | Vickers                |
| 1949-50 | Cheshunt                 | Vickers          | Bata Sports            |
| 1950-51 | Dartford reserves        | Aveley           | Woodford Town reserves |
| 1951-52 | West Thurrock Athletic   | London Transport | Pitsea United          |
| 1952-53 | Eton Manor               | Storey Athletic  | Wapping Sports         |

1953 läggs Division Two ned
| År      | Premier Division | Division One     |
| ------- | ---------------- | ---------------- |
| 1953-54 | Eton Manor       | London Transport |
| 1954-55 | Aveley           | Wapping Sports   |
| 1955-56 | Eton Manor       | Beta Sports      |

1956 läggs Division One ned och bara en Division återstår
| År      | Mästare        |
| ------- | -------------- |
| 1956-57 | Cray Wanderers |
| 1957-58 | Cray Wanderers |
| 1958-59 | Tilbury        |
| 1959-60 | Tilbury        |
| 1960-61 | Tilbury        |
| 1961-62 | Tilbury        |
| 1962-63 | Chingford      |

1963 ökar antalet klubbar igen och en ny division skapas 
| År      | Premier Division | Division One |
| ------- | ---------------- | ------------ |
| 1963-64 | Epping Town      | CAV Athletic |

## Tabeller de första åren

### Division One 1896-1897
1. 3rd Grenadier Guards FC
2. Thames Ironworks FC
3. Barking Woodville FC
4. Ilford FC
5. Crouch End FC
6. Vampires FC
7. London Welsh FC

- 1st Scots Guards FC  drog sig ur under säsongen och resultaten raderades. London Welsh FC suspenderades nära slutet och Thames Ironworks FC belönades med två vinster för matcher man inte spelat mot dem.

### Division One 1897-1898
1. Thames Ironworks FC
2. Brentford FC
3. Leyton FC
4. 3rd Grenadier Guards FC
5. Ilford FC
6. Stanley FC
7. Barking Woodville FC
8. Bromley FC
9. 2nd Grenadier Guards FC